# Arnold von Sparneck

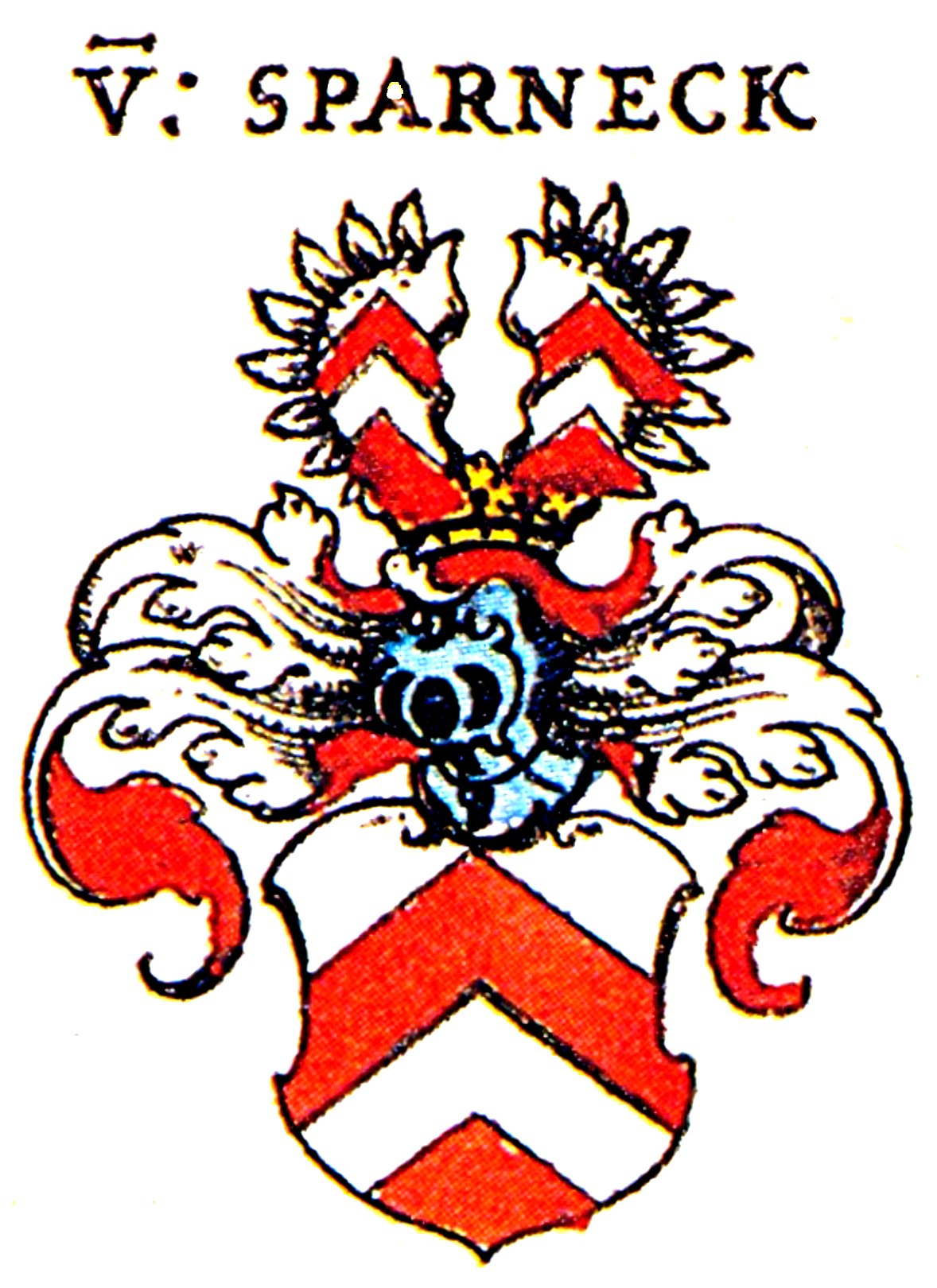
Wappen der Familie von Sparneck aus Siebmachers Wappenbuch

Arnold von Sparneck († 3. Februar 1407) war Domherr in Bamberg und Würzburg.

## Herkunft von Arnold
Arnold von Sparneck entstammte dem fränkischen Rittergeschlecht derer von Sparneck. Sparneck ist heute eine Gemeinde im Landkreis Hof in Oberfranken. Er ist der früheste von Sparneck, der ein hohes geistliches Amt innehatte. Über hundert Jahre später lebten Veit und Melchior von Sparneck, Domherr von Regensburg.

## Wirken als Geistlicher
Arnold war seit dem 27. Juli 1369 Domherr in Würzburg. Er studierte ab dem 9. November 1383 an der Universität Wien. Am 23. März 1392 wurde er auch Domherr in Bamberg.
Als Bamberger Domherr setzte er am 27. November 1398 seine Unterschrift unter das Kapitels- und Wahlstatut zur Wahl des Bamberger Erzbischofs Albrecht von Wertheim, der bis zu seinem Tode 1421 das Amt im Bistum Bamberg innehatte.
Er war außerdem Stiftspropst von St. Gumbertus in Ansbach (nachweislich 1389–1395), Pfarrer von Münchberg und bis zu seinem Tode Kaplanatherr von Starkenschwind. An anderer Stelle wird er 1383 auch als Archidiakon im Bistum Würzburg genannt und einschränkend bis zu seinem Tode als Pfarrer in Zell bei Münchberg.

## Forschung
Alban von Dobeneck, der Anfang des 20. Jahrhunderts das bislang ausführlichste genealogische Werk über die Familie von Sparneck in zwei Aufsätzen veröffentlichte, war Arnold ebenfalls bekannt, es ist ihm aber nicht gelungen, ihn in den Stammbaum derer von Sparneck einzureihen. Die bislang gesammelten Personendaten sind sehr fragmentarisch und ergeben zum Teil noch keine chronologische Abfolge. Das Grabmal des Arnold von Sparneck ist weder in Bamberg noch in Würzburg bekannt.